# Hischam al-Ichtiyar
Hischam al-Ichtiyar (weitere Transliteration in Hischam Ichtiyar; arabisch هشام الاختيار, DMG Hišām al-Iḫtiyār; * 1941; † 20. Juli 2012 Damaskus) war ein syrischer Militär. Zuletzt war er Nationaler Sicherheitsberater bzw. Leiter des Nationalen Sicherheitsbüros unter Präsident Baschar al-Assad.

## Leben
Hischam al-Ichtiyar war Mitglied der Baath-Partei und von 2001 bis 2005 Direktor des Nachrichtendienstes Idarat al-Amn al-Amm. Er gehörte zum inneren Machtzirkel um Präsident Assad und hatte den Rang eines Generalmajors.
Laut amtlichem Fernsehen starb Hischam al-Ichtiyar am 20. Juli 2012 an den Folgen eines Selbstmordanschlags gegen das Regierungskabinett vom 18. Juli, als er sich im Hauptquartier des Nationalen Sicherheitsamts aufhielt. Dabei wurden auch der Verteidigungsminister Daud Radschha, Vizeverteidigungsminister Assef Schawkat und der Leiter der Krisenzelle zur Zerschlagung der Rebellion, General Hassan Turkmani, getötet. Innenminister Mohammed asch-Schaar wurde verwundet.